# 스카이라이너
스카이라이너(일본어: スカイライナー)는 게이세이 전철이 운영하는 게이세이 본선, 나리타 공항선에서 운행개시된 특급 열차로 도쿄의 게이세이우에노 역에서 나리타 공항역를 운행한다.
또한 이와는 별도로 게이세이 전철이 운영하고 있는 모닝라이너(일본어: モーニングライナー)와 이브닝라이너(일본어: イブニングライナー) 등급의 열차도 운행하고 있다.

## 개요

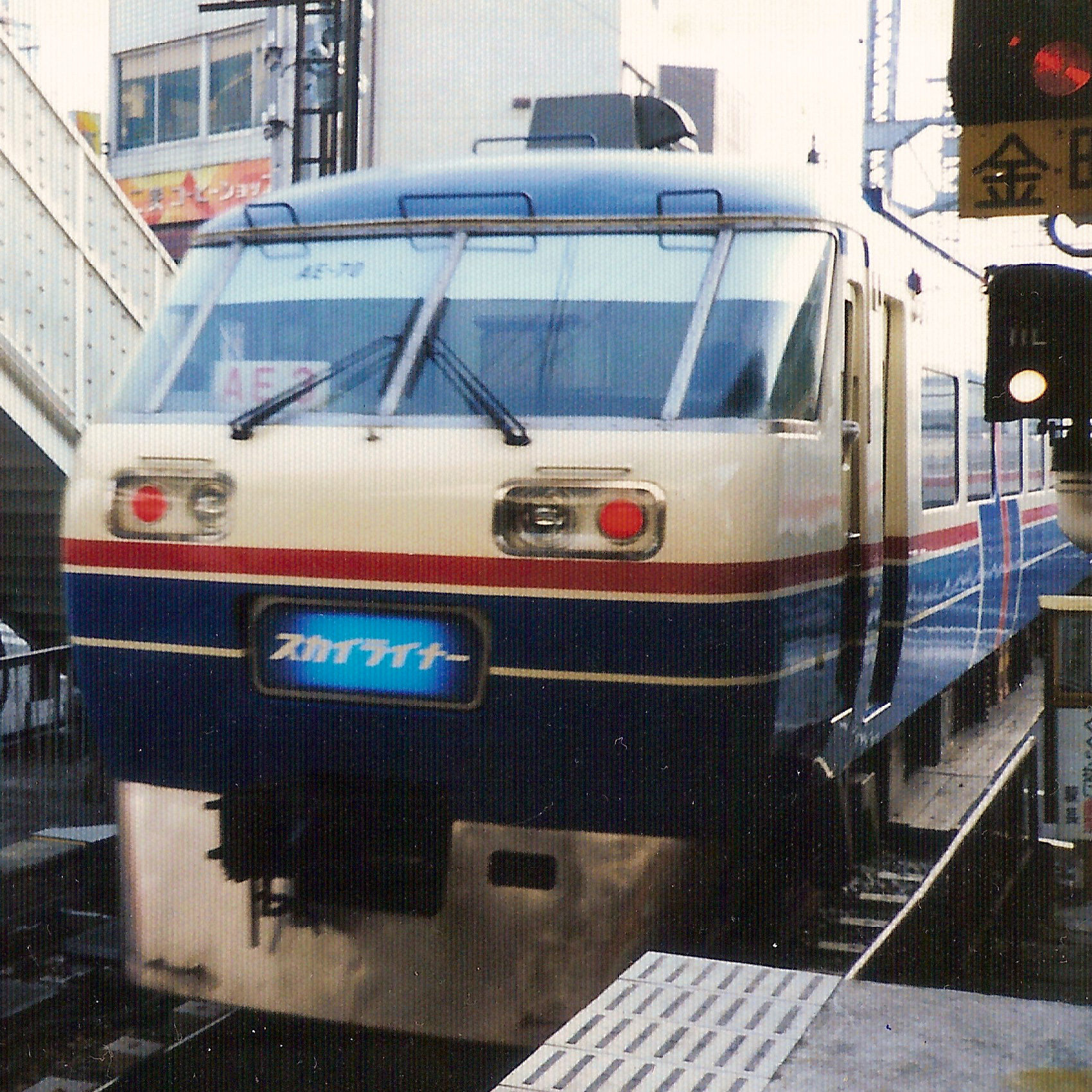
초기 스카이라이너 AE형 (게이세이 다카사고 역에서 촬영)

도쿄도에서 신도쿄 국제공항 (현, 나리타 국제공항)을 연결하는 공항 액세스 열차로, 1978년 신도쿄 국제공항 개항과 동시에 운행을 시작했다. 열차 명칭은 일본의 초등학교에서 공모에 의해 결정되었다.
신도쿄 국제공항 개항 당시 공항철도의 유일한 수단이나 당시에 나리타 신칸센이 별도로 건설 계획을 세웠기 때문에 게이세이 나리타 공항역 (현, 히가시나리타 역)의 경우 공항 터미널에서 약 1km 떨어진 곳에 위치해 있다. 이 때문에 역에서 공항 터미널로 가려면 환승이 필요했기 때문에 공항버스와 같은 다른 대중교통 수단과 경쟁에서 밀리게 되었다. 1991년 나리타 신칸센 계획이 백지화 되면서 동일본 여객철도와 함께 공항 터미널이 되는 현재의 나리타 공항역이 되었다.
1979년 9월부터 나리타 산 이용객 편의 향상을 목적으로 낮시간대에 게이세이나리타 역에서 정차하기 시작했고, 2003년 7월부터 모든 열차가 정차하기 시작했다. 2006년 12월에 모든 열차가 게이세이 후나바시 역에 정차하게 되면서 나리타 익스프레스가 무정차하는 지바현 중앙과 나리타 국제공항과 차이점을 가지게 되었다.
2010년 7월에 게이세이 나리타 공항선이 개통되면서 기존의 게이세이 전철 본선을 경유하는 노선에서 현재의 노선으로 변경과 동시에 닛포리역에서 공항 제2빌딩역 구간에 51분에서 36분으로 소요 시간이 대폭 단축되었다. 기존에 스카이라이너가 운행되고 있던 게이세이 전철 본선에 시티라이너를 별도로 신설했고 이전에 스카이라이너가 정차했던 게이세이나리타 역, 게이세이 후나바시 역을 역할 했으나 2015년 11월 29일에 다이야 개정으로 폐지되었다.
2015년 3월 14일, 호쿠에쓰 급행의 하쿠타카 등급이 폐지되면서 일본의 재래선을 이용하는 쾌속 열차 중에서 최고 영업 속도 160km/h로 운행하는 가장 유일한 열차가 되었다.

## 운행 형태

### 정차역
나리타공항 제1빌딩-공항 제2 빌딩(나리타 제2 제3 빌딩)-닛포리-게이세이 우에노

### 스카이라이너

스카이라이너의 경로

- 현재 스카이라이너는 게이세이우에노 역 ~ 나리타 공항역 구간을 운행한다. 중간 정차역으로는 닛포리 역, 공항2터미널 역이 있다. 총 소요 시간은 36분이다.

| 역 번호 | 역 이름        | 소재지     | 소재지 |
| ------- | -------------- | ---------- | ------ |
| KS01    | 게이세이우에노 | 다이토구   | 도쿄도 |
| KS02    | 닛포리         | 아라카와구 | 도쿄도 |
| KS41    | 공항 제2빌딩   | 나리타시   | 지바현 |
| KS42    | 나리타 공항    | 나리타시   | 지바현 |

### 모닝라이너·이브닝라이너
모닝라이너(일본어: モーニングライナー) 또는 이브닝라이너(일본어: イブニングライナー)는 게이세이 전철이 운영하는 게이세이 본선, 나리타 공항선에서 운행개시된 특급 열차로 도쿄의 게이세이우에노 역에서 나리타 공항역를 운행한다. 나리타 공항역에서 닛포리역까지 이용 시 1,440엔으로 이와는 별도로
모닝패스(영어: Morning Pass) 이용 시 연간 8,000엔으로 이용이 가능하다.
| 역 번호 | 역 이름          | 모닝라이너 | 이브닝라이너 |
| ------- | ---------------- | ---------- | ------------ |
| KS01    | 게이세이우에노   | △          | ▼            |
| KS02    | 닛포리           | △          | ▼            |
| KS09    | 아포토           | △          | ▼            |
| KS22    | 게이세이후나바시 | △▲         | ▽▼           |
| KS29    | 야치요다이       | ▲          | ▽            |
| KS35    | 게이세이사쿠라   | ▲          | ▽            |
| KS40    | 게이세이나리타   | ▲          | ▽            |
| KS41    | 공항 제2빌딩     | ▲          | ▽            |
| KS42    | 나리타 공항      | ▲          | ▽            |

### 운행 차량

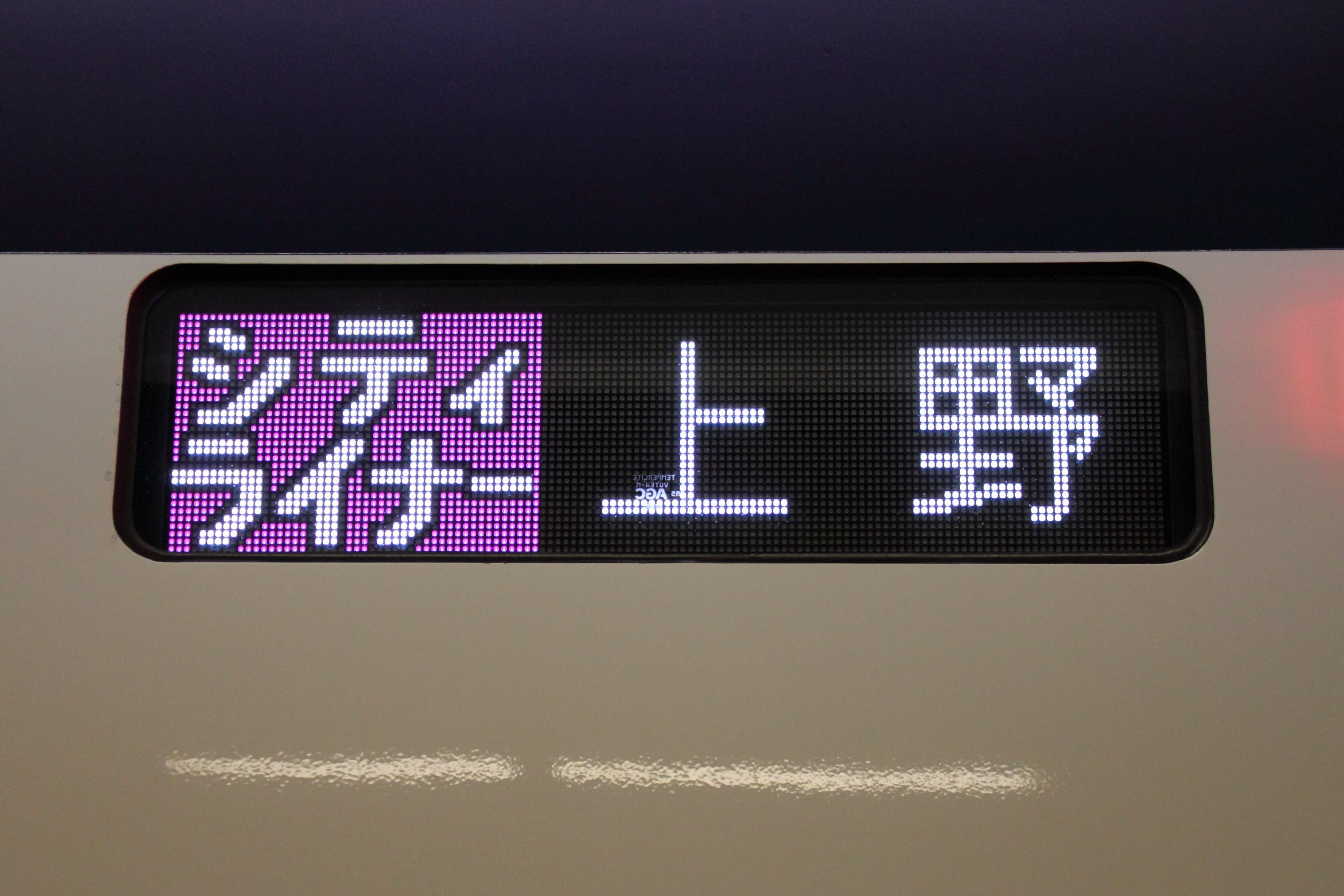
2대 AE형 시티라이너 행선판

- 현재 스카이라이너, 모닝라이너, 이브닝라이너의 경우 특급형 차량 AE형 차량이 운행하고 있다. 운행 초기 당시에 1993년 6월 27일까지 AE형이 운행했다. 1990년 6월 19일부터[4]2010년 7월 16일까지 특급형 차량 AE100형 차량이 운행되었다. 차량 교체 시기인 1990년부터 1992년까지 혼용으로 운행한 바 있다. 한편 시티라이너의 경우 2010년 7월 16일까지 스카이라이너로 운행했던 AE100형 차량이 운행되었다. 2010년 이후에 심야 시간대 운행 시 AE형 차량이 운행하기 시작했다.

## 과거 운행 열차

### 시티라이너
시티라이너(일본어: シティライナー)는 당시 스카이라이너 단일 등급으로 운행했던 게이세이 전철이 2010년 나리타 공항선 개통 이후 스카이라이너를 세분화와 동시에 탄생한 등급으로 나리타 국제공항까지 운행하지 않아 연선 이용자의 착석 수요에 특화된 등급으로 2014년부터 토요일, 일요일과 같은 공휴일에만 운행을 했으나 2015년 12월 5일에 다이야 개정으로 시티라이너 등급의 열차가 폐지와 동시에 AE형 전동차의 정기 운용이 종료되었다.
2017년 1월 다이야 개정으로 연말연시에 한해서 임시열차인 나리타산 행운호(일본어: 成田山開運号)가 운행을 시작했다.

## 같이 보기
- 나리타 익스프레스
- 에어포트 나리타 호